# Быструшкин, Василий Васильевич
Василий Васильевич Быструшкин (род. 27 июля 1925 в станице Драгунская Любинского района Омской области) — советский конструктор, главный представитель заказчика по строительству специализированных судов Морского космического флота (проект Селена, «Космонавт Владимир Комаров» (1967 г.) и «Академик Сергей Королёв» (1970 г.).

## Биография
В Вооруженных Силах — с июля 1943 года. Окончил 2-е Томское артиллерийское училище (1944), окружные объединённые курсы усовершенствования офицерского состава Южно-Уральского военного округа (1951), Военную Краснознамённую инженерную академию связи имени С. М. Будённого (1957). В 1961 году — начальник экспедиции плавучего телеметрического пункта в Атлантике, оборудованного на теплоходе «Краснодар». Непосредственный участник обеспечения полётов первого и второго космонавтов.
Участник Великой Отечественной войны с декабря 1944 по май 1945, Ветеран Великой Отечественной войны. Награждён: орденами Отечественной войны II степени (1985), Красной Звезды (1947, 1968) и медалями.
С 1958 по 1970 годы работал в 4 НИИ Министерства обороны СССР.
Лауреат Государственной премии (1971) за создание плавучего командно-измерительного комплекса — корабля «Космонавт Владимир Комаров».

### Восток-1
Для управления полетами космическими кораблями помимо командно-измерительных пунктов было необходимо создать плавучие измерительные пункты. Арендованными кораблями у Министерства Обороны были теплоходы Краснодар (теплоход), Долинск (теплоход) и Ворошилов (теплоход). 1 августа 1961 года судно отправилось в экспедиционный рейс, при котором была отработана технология проведения телеметрических измерений в океанских условиях.
Корабли вышли во второй экспедиционный рейс 6 января 1961 года. Благодаря накопленному в предыдущем рейсе опыту,  экспедиция была способна не только принимать и дешифрировать информацию с космического аппарата, но и анализировать полученные данные, выдавая свои рекомендации.
Возглавляемая Быструшкиным экспедиция выполнила свою задачу: корабли успешно приняли телеметрическую информацию о работе бортовых систем космического корабля «Восток» и научную информацию о жизнедеятельности космонавта.
Как вспоминает Василий Быструшкин, на борт теплохода Краснодар поступила телеметрическая информация:  «Старт успешный, корабль выведен на орбиту, его пилотирует космонавт Юрий Гагарин».
После возвращения наград членам экспедиции не досталось. Впоследствии Василий Быструшкин был представлен к награде медалью  «За боевые заслуги, однако в знак солидарности со своими товарищами принять награду он отказался.